# N-Méthyl-2-pyrrolidone
La N-méthyl-2-pyrrolidone ou 1-méthyl-2-pyrrolidone, généralement abrégée en NMP, est un liquide jaune clair, hygroscopique, polaire, et à légère odeur d'amine. C'est un amide cyclique (lactame) souvent utilisé en tant que solvant organique. « La N-méthyl-2-pyrrolidone dissout un grand nombre de composés minéraux et organiques ». Sa toxicité et surtout son écotoxicité (pour les larves d'abeilles par exemple), notamment quand elle est utilisée comme adjuvant de pesticide, pourraient avoir été sous-estimées ; on lui cherche des alternatives.

## Propriétés physico-chimiques
C'est un solvant hygroscopique, miscible avec l'eau et la plupart des solvants organiques (solubilité moyenne dans les hydrocarbures aliphatiques). C'est une base faible : une solution aqueuse contenant 10 % de NMP a un pH de 7,7-8.
La molécule est plutôt stable, mais s'oxyde peu à peu dans l'air, en formant des hydroperoxydes (plus rapidement à la lumière). En présence d'acides forts et des bases fortes, elle peut s'hydrolyser en acide 4-méthylaminobutyrique et elle réagit avec les agents oxydants et chlorés. 
Le produit n'est pas corrosif pour les métaux.

## Utilisation
Ce composé est principalement utilisé comme solvant à cause de ses propriétés physiques : faible volatilité, stabilité thermique, solvant polaire et aprotique. Ses propriétés toxicologiques en font un candidat pour le remplacement de solvants chlorés, mais il pose des problèmes de toxicité fœtale.

Les domaines d'utilisation sont vastes : 
- dans l'industrie pétrolière, c'est un solvant d'extraction[7] ;
- en pétrochimie et dans l'industrie pharmaceutique, il sert d'Intermédiaire de synthèse (fabrication de vernis, peintures, encres, décapants, fibres de verre, pesticides)[7] et/ou de solvant d'extraction pour les composés aromatiques et le butadiène (ex. : solvant de polymères, copolymères et caoutchoucs, solvant industriel courant) ;
- dans l'industrie des cosmétiques c'est un élément de composition de certains produits[7] ou comme agent de purification des gaz (récupération du dioxyde de carbone et du sulfure d'hydrogène)[10] ;
- en électronique, il sert de solvant de nettoyage pour les wafers de silicium[10] ;
- en chimie, il est utilisé comme intermédiaire de synthèse[7], et comme solvant de réaction ou de formulation[10] ;
- dans l'industrie des métaux (dégraissage), c'est un agent nettoyant[10].

## Production et synthèse
La production de ce solvant se fait principalement à partir de 4-butyrolactone et de méthylamine à une température de 200 à 350 °C et une pression de 10 MPa.

## Toxicologie
Aucune donnée sur la toxicité aiguë chez l'Homme n'est disponible à la date de publication de la fiche toxicologique INRS (Institut national de recherche et de sécurité) (consultée en décembre 2019, mise à jour en 2015), et les données de toxicité chronique sont rares et manquent de précision ou de vérifiabilité. Des études sur le rat ou le lapin existent ; dans tous les cas les faibles doses semblent sans effets, mais trois situations d'exposition sont a considérer : Toxicité chronique, subchronique ou aiguë et divers organes cibles. 
Il a été récemment (2016) confirmé que chez l'animal (pas de données pour l'Homme) le mâle y est plus vulnérable que la femelle.
Mesnage R. et Antoniou M.N. (2018) considèrent qu'avoir omis de tenir compte de sa toxicité comme adjuvant a contribué à falsifier le profil toxicologique de certains pesticides. On lui cherche maintenant des substituts moins toxiques et moins écotoxiques

### Toxicité chronique ou subchronique
Selon les données toxicologiques disponibles, d'après l'INRS, cette molécule cible principalement deux organes : le foie et les testicules (et thymus et rein moindrement), tout en présentant une toxicité chronique générale, que ce soit par ingestion ou par inhalation. Les vapeurs sont irritantes mais les aérosols se montrent beaucoup plus toxiques (avec « létalité, modifications des poumons, du foie, de la moelle osseuse et du système lymphatique […] une exposition de trois mois (nez seul) provoque une irritation respiratoire à partir de 1 000 mg/m3 et des lésions testiculaires à 3 000 mg/m3 ». La NMP induit une néphropathie progressive et une atrophie testiculaire chez le rat mâle.

### Exposition aiguë
Selon les données toxicologiques disponibles, d'après l'INRS, la NMP est faiblement toxique pour l'animal. Son principal effet est une action irritante chez le rat :
- en cas d'inhalation d'une forte doses : une accélération de la respiration qui devient irrégulière, une atténuation  des réactions à la douleur et un saignement nasal (faible), mais une autopsie faite quatorze jours après l'exposition montre une irritation pulmonaire ;
- en cas d'exposition orale, on constate une irritation gastro-intestinale ; aux doses sublétales, une ataxie se manifeste, accompagnée d'une diurèse accrue ;
- en cas d'exposition cutanée (occlusive, c'est-à-dire sur peau abrasée ou non), une léthargie du rat survint à des doses supérieures ou égales à 5 000 mg/kg et un érythème à 10 000 mg/kg.

### Génotoxicité
La NMP est faiblement génotoxique in vitro et nul in vivo, au vu des deux tests disponibles (pour les bactéries dans le test d'Ames ; ou chez la levure chez laquelle elle crée une aneuploïdie ; in vivo, la NMP ne semble ni clastogène ni aneuploïdogène (dans la moelle osseuse de hamster chinois) ; elle ne provoque pas d'apparition de micronoyau dans la moelle de souris,.

### Cancérogénicité
Chez le rat, la NMP semble sans effet cancérigène (par ingestion ou voie orale) alors que par inhalation elle induit des tumeurs du foie chez la souris.
La NMP n'est pas cancérogène par voie orale ou par inhalation chez le rat ; 

 Chez la souris (exposée à 600 - 1 200 - 7 200 ppm ingérés durant 18 mois), la NMP accroît (pour la forte dose) le risque d'adénomes hépatocellulaires (chez le mâle et la femelle) et de carcinome hépatocellulaire chez le mâle, avec aussi un nombre accru nombre de groupes de cellules altérées ; la DSENO est de 600 ppm pour les mâles et 1 200 ppm pour les femelle,.

### Reprotoxicité
La MNP inhalée, même à la dose de 116 ppm (6 h/j, 7 j/sem., sur deux générations) ne semble pas affecter la fertilité du rat, mais selon une étude de 1999, ingérée à hauteur de 500 mg/kg, elle diminue l'indice de fertilité du mâle et l'indice de fécondité de la femelle dès la première génération, avec des effets histologiques tels qu'une réduction du nombre de corps jaunes chez la femelle, ainsi qu'avec une délétion de la spermatogenèse avec atrophie testiculaire bilatérale chez le mâle, ces effets n'ont pas été observés dans une deuxième étude réalisée aux mêmes doses chez le rat de souche Sprague-Dawley.
Chez le rat et le lapin, par ingestion et voie transcutanée, la NMP altère le développement (apparition de malformations…) et chez le rat, elle peut affecter la fertilité du mâle et de la femelle par voie orale,.

Chez la souris (exposée à 600 - 1200 - 7 200 ppm ingérés durant 18 mois), la MNP accroît (pour la forte dose) le risque d'adénomes hépatocellulaires (chez le mâle et la femelle) et de carcinome hépatocellulaire chez le mâle, avec aussi un nombre accru nombre de groupes de cellules altérées ; la DSENO est de 600 ppm pour les mâles et 1 200 ppm pour les femelles,,,.
Remarque : il a été testé (parmi d'autres solvants) comme agent cryoprotecteur de sperme de lapin congelé pour l'insémination de lapines d'élevage, sans résultats probants.

### Troubles du développement
Ce produit est maintenant considéré comme embryotoxique chez le rat de laboratoire, même à des doses qui ne déclenchent pas de symptômes chez la femelle.
Inhalation : jusqu'à 120 ppm soit 494 mg/m3, 6 h/j, du 6e au 20e jour de gestation, la NMP inhalée par la femelle gestante ne semble pas nuire au développement du rat in utero, de même chez la lapine exposée à 1 000 mg/m3 (tête seule, 6 h/j, 7e au 19e jour de gestation) sans toxicité maternelle apparente.
Ingestion : le poids fœtal chute (à partir de 250 mg kg−1 j−1 de NMP ingérée par la mère), une embryo-létalité avec résorptions est constatée au-dessus de 500 mg kg−1 j−1 ingérés par la mère, avec des anomalies ou malformations squelettiques et une diminution d'ossification des os du crâne et des vertèbres) et des anomalies externes (dès 250 mg kg−1 j−1 ingérés) : anasarque, atrésie anale associée à une queue résiduelle ou absente), des anomalies viscérales (à partir de 500 mg kg−1 j−1), avec anomalies cardiovasculaires et squelettiques (au-dessus de 500 mg kg−1 j−1) telles que manque d'arcs vertébraux et de vertèbre caudale. Chez le lapin, quand des signes de toxicité maternelle sont constatés, la NMP provoque chez le fœtus une augmentation des résorptions et des malformations cardiovasculaires ainsi que des os du crâne. Les vertèbres pré-sacrées sont déformées.
Passage percutané : chez la rate, il implique pour le fœtus des résorptions et une fœtolétalité, une moindre ossification et des malformations du squelette ; chez le lapin, avant tout signe de toxicité maternelle le fœtus présente une altération du squelette (13e côte surnuméraire).

### Étiquettes de danger
Selon l'INRS (2019) ce produit doit être identifié, stocké et transporté avec quatre étiquettes de danger : 
- H360D - Peut nuire au fœtus ;
- H319 - Provoque une sévère irritation des yeux ;
- H335 - Peut irriter les voies respiratoires ;
- H315 - Provoque une irritation cutanée.

### Interactions
Quand elle est sur la peau, la NMP favorise en outre le passage percutané d'autres substances toxiques.

### Absorption et toxicocinétique
Chez l'Homme comme chez le rat, et que ce soit par inhalation, par absorption orale ou cutanée, la NMP est rapidement et bien absorbée avant de se diffuser dans l'organisme, d'être métabolisée et excrétée (via l'urine essentiellement, sous forme de deux métabolites : 5-hydroxy-NMP et 2-hydroxy-N-méthylsuccinimide,. Chez l'animal (rat de laboratoire) et l'Homme, 90 % environ des molécules inhalées passent la barrière pulmonaire, et chez le rat, 69-78 % des molécules ingérées. Le passage percutané in vivo est un peu moindre (7,7 mg cm−2 h−1) chez le rat que pour la peau humaine in vitro (17 mg cm−2 h−1). Chez le rat, la maximum plasmatique se situe deux heures après intubation gastrique ; une à deux heures après application cutanée ; et 24 heures après application sur la peau, 80 % de la dose de NMP sont absorbés (moins de 2 % s'est évaporé). En se léchant la peau, l'animal peut aussi se contaminer par ingestion. On a récemment (2019) montré chez le rat que la femelle gravide élimine beaucoup plus lentement la N-éthyl-2-pyrrolidone (NEP) (l'un des principaux métabolites du NMP) de son sang et que la formation/élimination des métabolites sont beaucoup plus lentes que chez les rates non gravides ; un passage de la barrière placentaire est en outre observé pour ce métabolites (NEP).
- Distribution : la NMP est répartie notamment dans « le foie, l'intestin, l'estomac, les testicules, le thymus, les reins et la vessie ; chez la rate gestante, elle traverse le placenta et passe chez le fœtus »[11].
- L'exposition expérimentale, orale ou cutanée du rat, montre que la NMP non métabolisée est d'abord dominant dans le plasma (demi-vie de neuf à douze heures).
- Chez l'Homme, l'inhalation (10–50 mg/m3 durant huit heures) conduit à un pic de NMP plasmatique en fin d'exposition, suivi d'une diminution progressive (demi-vie de quatre heures)[11].
- Métabolisation : après pénétration, dans le foie, deux types d'enzymes (hydroxylases et oxydases hépatiques) vont détruire la MNP en formant trois métabolites (dont le maximum plasmatique apparait après huit heures d'inhalation environ deux heures après le pic de NMP pour la 5-HNMP, quatre heures pour le NMS et seize heures pour le 2-HNMS ; les demi-vies plasmatiques sont respectivement de six, huit et seize heures. On a montré chez le rat que le métabolisme de la NMP est « saturable » : le pic plasmatique de la 5-HNMP est retardé si la dose acquise de NMP est plus élevée ; il apparait 4 à 24 heures après injection intraveineuse de 1 à 500 mg/kg[11].
- Élimination : chez l'Homme, après inhalation, l'urine élimine environ 90 % de la dose administrée du NMP et de ses métabolites connus (et 65 % après exposition orale et seulement environ 22-24 % si l'exposition était cutanée). Chez le rat exposé à la suite d'une exposition orale, la NMP est éliminée inchangée dans l'urine à raison de 4 à 10 % de la dose et sous forme 5-HNMP pour 42 à 55 % de la dose ; si l'exposition est cutanée, 73 à 82 % de la dose administrée est éliminée par l'urine. On n'a pas trouvé de métabolites conjugués ; 2 % environ de la dose ingérée sera éliminée dans les fèces[11].

## Écotoxicologie
Ce solvant organique est abondamment dispersé dans l'environnement en tant que composant fréquent de pesticides ; cette molécule et/ou ses métabolites (évacués dans les urines et excréments, et donc présents dans l'environnement et possiblement dans le réseau trophique) pourrait avoir des effets environnementaux importants.
La NMP est l'un des composants courants, souvent considéré à tort comme inerte en tant qu'adjuvant de formulation de nombreux pesticides.
- En 2016, à l'aide d'un nouveau capteur ultrasensible (dosage possible dès 50 ppm), des chercheurs montrent qu'à dose subtoxique, la NMP inhibe la respiration cellulaire de la bactérie-modèle Escherichia coli[26] ; en tant que contaminant de certaines eaux usées et des eaux d'égout, il pourrait dégrader le fonctionnement de station d'épuration.
- En 2017, Fine et Mullin montrent que la NMP est environ vingt fois plus toxique pour les larves d'abeille que pour les adultes[8] ; c'est par exemple un composant majeur du régulateur de croissance Novaluron, dont (selon Fine et al. en 2017) les résidus dispersés dans l'environnement altèrent le développement des larves et colonies d'abeilles domestiques[27].
- En outre, les co-formulants adjuvants présentent parfois une persistance inattendue[27], notamment dans le pollen récolté par les abeilles (présent jusqu'à sept jours à des concentrations atteignant 69,3 ppm pour la N-méthyl-2-pyrrolidone qui est très utilisée et qui peut aussi être présente dans les formulations de néonicotinoïdes (dans le Confidor par exemple)[28].
- En laboratoire, des malformations du fœtus chez le rat peuvent apparaître après que la mère gestante ait été contaminée avec la N-méthyl-2-pyrrolidone (ex. : ossification incomplète du crâne), laissant craindre « une toxicité pour d'autres organismes non-cibles, mammifères notamment »[28]).

## Médecine du travail
Le passage percutanée de la NMP étant important et rapide, la mise en place d'une surveillance (par dosage urinaire en fin de poste) des personnels en contact avec ce produit est utile. Mais il est aussi possible de doser la 5-HNMP en fin de poste dans le plasma car ce métabolite est spécifique est bien corrélé à l'exposition. Il est aussi possible de doser le N-méthylsuccinimide (MSI) dans les urines en fin de poste et/ou le 2-hydroxy-méthylsuccinimide (2-HMSI) sanguin et urinaire en fin de poste après la semaine de travail : Ces biomarqueurs sont fiables et reflètent bien la contamination interne de l'individu.
Des valeurs biologiques de référence ont été établies pour la 5-HNMP urinaire.

## Risques d'explosion et de feu
La N-méthyl-2-pyrrolidone liquide ou vapeur est combustible. Le mélange des vapeurs avec l'air peut être explosif. Les agents d'extinction préconisés sont le dioxyde de carbone, les poudres chimiques et les mousses pour liquides polaires. De l'eau pulvérisée peut être utilisée pour refroidir les récipients exposés ou ayant été exposés au feu. Les intervenants doivent être formé aux risques chimiques et d'explosion et incendie, et munis d'appareils de protection respiratoire autonomes isolants et de combinaisons de protection spéciales.

## Seuils
Pour ce qui concerne la santé au travail, dans l'Union européenne, une directive (2009) a fixé des valeurs limites d'exposition professionnelle (VLEP, mise à jour 2015) comme suit pour la qualité de l'air des lieux de travail :
- VME : 10 ppm ;
- VME : 40 mg/m3 ;
- VLCT : 20 ppm ;
- VLCT : 80 mg/m3.

## Interdiction?
En raison de sa toxicité fœtale, il était prévu (au début du XXIe siècle) d'interdire ce produit dans l'Industrie. 

Sans attendre le classement toxicologique de cette molécule en catégorie 2 des agents toxiques pour le développement fœtal (par la trentième Adaptation au progrès technique), de nombreux industriels l'ont remplacé par la N-éthyl-2-pyrrolidone (2687-91-4).

## Médecine
Ce solvant aurait d'intéressantes propriétés contre le myélome multiple et, peut-être aussi, d'autres cancers. 
Des essais cliniques sont prévus pour 2014,,.